# Oteiza scandens
Oteiza scandens là một loài thực vật có hoa trong họ Cúc. Loài này được Panero & Villaseñor mô tả khoa học đầu tiên năm 1993.